# Musikjahr 1542
Liste der Musikjahre

◄◄ | ◄ | 1538 | 1539 | 1540 | 1541 | Musikjahr 1542 | 1543 | 1544 | 1545 | 1546 | ► | ►►

Weitere Ereignisse
Dieser Artikel behandelt das Musikjahr 1542.

## Ereignisse
- Martin Agricola, der sich 1519 in Magdeburg als Musiklehrer niedergelassen und der Reformation angeschlossen hat, ist Kantor der zu einer einzigen städtischen Anstalt zusammengefassten Musikschulen. Neben seiner Lehraufgabe bemüht sich Agricola vor allem darum, der neuen protestantischen Bewegung eine eigene Kirchenmusik zu geben. 1542 veröffentlicht er in Magdeburg Ein Sangbuchlein aller Sontags Evangelien.
- Der deutsche Theologe und Reformator Erasmus Alberus veröffentlicht das Gedicht Ihr lieben Christen, freut euch nun, das heute als Adventlied Verwendung findet.
- Benedictus Appenzeller ist seit 1536 Sänger am habsburgischen Hof der Regentin Maria von Ungarn in Brüssel und seit 1537 Leiter der Chorknaben (maître des enfants). Im Jahr 1542 nennt er sich selbst Kapellmeister, obwohl er dieses Amt nach den offiziellen Akten des Hofs nie innehatte, möglicherweise aber praktisch ausübte.
- Jakob Arcadelt ist seit 30. Dezember 1540 Sänger der Capella Sistina in Rom, wo er (mit Unterbrechungen) bis Juni 1551 bleibt.
- Pietro Aron ist Mönch in einem Kreuzherrenkloster bei Bergamo.
- Pierre Attaingnant, der um 1527/1528 eine Variante des Notendrucks erfunden hat, die das Drucken in einem Arbeitsgang erlaubt, veröffentlicht von 1528 bis 1552 mehr als 50 Chansonsammlungen und einige „Tanzbücher“.
- Antoine Barbé hat – nach den Akten der Kathedrale von Antwerpen – von 1527 bis 1562 die Stelle des Kapellmeisters inne.
- Leonardo Barré, ein Schüler von Adrian Willaert in Venedig, ist seit 1537 Sänger der päpstlichen Kapelle in Rom. Diese Anstellung behält er bis 1555.
- Eustorg de Beaulieu, der an der Akademie von Lausanne Theologie studiert und 1540 vor dem Konsistorium seine Prüfung abgelegt hat, ist Pfarrer in Thierrens und Moudon im Kanton Waadt.
- Arnold von Bruck ist seit der zweiten Jahreshälfte 1527 in Wien Kapellmeister des österreichischen Regenten Erzherzog Ferdinand (dem späteren König und Kaiser Ferdinand I.) und zwar als Nachfolger von Heinrich Finck. Diese Stellung behält er über 18 Jahre. Die Wiener Hofkapelle gilt als herausgehobene Institution in der österreichisch-habsburgischen Musikwelt, und als Leiter dieser Kapelle genießt Arnold von Bruck ein besonderes Ansehen.
- Joan Brudieu ist Kapellmeister der Kathedrale von La Seu d’Urgell. Diese Position behält er – mit Unterbrechungen – bis kurz vor seinem Tode 1591.
- Jakob Buus ist seit dem 15. Juli 1541 Organist der 2. Orgel des Markusdoms in Venedig.
- Cornelius Canis fällt im Jahr 1542 die Verantwortung zu, zusammen mit vier neu angeworbenen Chorknaben nach Spanien an die Hofkapelle (Grande Chapelle) von Kaiser Karl V. in Madrid zu reisen. Dort wird er im Juni 1542 als Nachfolger von Thomas Crécquillon zum Hofkapellmeister ernannt. Zuvor war hier um 1540 Nicolas Gombert als Meister der Chorknaben wegen eines Vorkommnisses entlassen worden und anschließend waren die Positionen von Hofkapellmeister und Leiter der Chorknaben zusammengelegt worden, so dass Canis sich deshalb weiterhin der Betreuung der Chorknaben widmen kann.
- Pierre Certon wirkt seit 1529 in Paris an Notre-Dame, wo er 1542 zum Leiter des Knabenchores ernannt wird. Er widmet seinem Kollegen an der Sainte-Chapelle, Claudin de Sermisy, 1542 ein Motettenbuch.
- Jacobus Clemens non Papas Beiname „non Papa“ erscheint zum ersten Mal im Jahr 1542 in einer Manuskriptsammlung des niederländischen Kaufmanns Zeghere de Male. Dieser Beiname soll vielleicht als Abgrenzung gegen den zeitgenössischen Papst Clemens VII. dienen, obwohl dieser schon 1534 starb, sicher weniger als Unterscheidung zu dem in Ypern lebenden Dichter Jacobus Papa.
- Francesco Corteccia steht seit dem Jahr 1539 im Dienst der Familie de’ Medici und bekleidet die Stelle des Kapellmeisters am Hofe des Herzogs Cosimo I.
- Thomas Crécquillon, der seit dem Jahr 1540 Kontakte zum Hof von Kaiser Karl V. hat und im Dezember 1540 in einer Pfründenliste drei Mal als „maistre de la chapelle“ aufgeführt ist, hat möglicherweise nach dem Weggang von Nicolas Gombert die Aufgabe des Leiters der Chorknaben übernommen, bevor Cornelius Canis 1542 dafür ernannt wird. Die Hofkapelle begleitet den Kaiser auch auf dessen Reisen, weshalb Aufenthalte des Komponisten in Spanien zwischen November 1541 und Mai 1543 wahrscheinlich sind.
- Wolfgang Dachstein ist seit 1541 Organist am Straßburger Münster und zugleich Musiklehrer am dortigen Gymnasium. Er fügt sich dem Augsburger Interim und bleibt dadurch in seinem Amt.
- Ghiselin Danckerts ist seit 1538 Sänger der päpstlichen Kapelle in Rom. Er wird dieses Amt bis 1565 ausüben.
- Sixt Dietrich, der ab dem 21. Dezember 1540 an die Universität Wittenberg Vorlesungen über Musik an der philosophischen Fakultät gehalten hat, lebt seit Mitte 1541 wieder in Konstanz.
- Benedictus Ducis ist seit 1535 evangelischer Pfarrer in Schalkstetten. Er übt dieses Amt bis zu seinem Tod 1544 aus.
- Wolfgang Figulus besucht vermutlich seit 1540 und bis 1545 die Schule in Frankfurt (Oder).
- Georg Forster ist in Heidelberg der Leibarzt von Pfalzgraf Wolfgang, Herzog von Zweibrücken. Er begleitet ihn 1542/1543 auf dem beschwerlichen Feldzug gegen den Herzog von Jülich-Kleve und den französischen König.
- Die von Henry Fresneau überlieferten Kompositionen lassen den Schluss zu, dass er seit 1538 und bis 1554 in Lyon gewirkt hat.
- Antonio Gardano, der seit 1532 in Venedig lebt und hier einen Musikverlag und eine Druckerei gegründet hat, gibt zwischen 1538 und 1569 rund 450 Publikationen, vor allem Madrigale und geistliche Musik heraus. Von den noch 388 erhaltenen Drucken sind nur zwei nicht musikalischen Inhalts.
- Nikolaus Herman ist Kantor und Lehrer an der Lateinschule in St. Joachimsthal. Hier arbeitet er unter anderem mit Johannes Mathesius zusammen, der dort ab 1532 als Rektor der Schule und ab 1540 als Pfarrer amtiert.
- Gheerkin de Hondt, der seit dem 31. Dezember 1539 Singmeister der Marienbruderschaft (Illustre Lieve Vrouwe Broederschap) in ’s-Hertogenbosch ist, macht in den Jahren 1541 und 1542 Reisen nach Amsterdam und Leiden, um neue Sänger anzuwerben.
- Clément Janequin ist seit 1534 Kapellmeister der Kathedrale von Angers.
- Hans Kugelmann, der seit 1524 Trompeter und Hofkomponist beim Markgrafen Albrecht in Königsberg und parallel zu seiner Tätigkeit bei Hofe von 1534 bis zu seinem Tode Kapellmeister der Kantorei ist, stirbt nach zweijähriger Krankheit.
- Erasmus Lapicida, der um das Jahr 1521 vom Habsburger Erzherzog Ferdinand I. (Regierungszeit als Erzherzog 1521–1531) am Schottenkloster in Wien eine Präbende verliehen bekam, lebt dort die 26 restlichen Jahre seines Lebens.
- Jacotin Le Bel ist Mitglied der Hofkapelle des französischen Königs Franz I.
- Francesco Londariti wählt, wie sein Vater Nikolaos, die Klerikerlaufbahn und arbeitet an dessen Kirche bereits in jungen Jahren von 1537 bis 1544 als Organist. Die Unterstützung seines Vaters, die guten Beziehungen seiner Familie und sein außerordentliches Talent als Musiker ermöglichen, dass er als unehelicher Sohn eines Priesters nicht mit den derzeit üblichen Hindernissen konfrontiert ist und nicht nur zum Priester ordiniert, sondern auch mit dem Titel eines Apostolischen Protonotars und verschiedenen hohen kirchlichen Ämtern versehen wird, die mit einträglichem Grundbesitz und damit einigem Wohlstand verbunden sind.
- Jachet de Mantua ist spätestens seit 1535 Magister der Kapellknaben und Kapellmeister an der Kathedrale St. Peter und Paul in Mantua. In Mantua hat er durch seine direkte Unterstellung unter den Kardinal eine Sonderstellung inne. Seine Bekanntheit beruht auch auf zahlreichen Veröffentlichungen seiner Werke, mit der Folge, dass sehr viele zeitgenössische Autoren sich in ihren Schriften mit seinem Wirken auseinandersetzen.
- Francesco Canova da Milano ist seit 1535 in Rom als Lautenist und Violaspieler des Kardinals Ippolito de’ Medici und als Lehrer des Neffen von Papst Paul III., Ottavio Farnese, beschäftigt.
- Philippe de Monte ist seit dem Jahr 1540 in Neapel für einige Jahre Musiklehrer (praeceptor musicae) der Kinder des Bankiers Domenico Pinelli aus Genua.
- Cristóbal de Morales ist seit 1535 Sänger der Sixtinischen Kapelle in Rom. Nach seiner Rückkehr von einer Spanienreise 1540/41 häufen sich krankheitsbedingte Ausfälle, da Morales vermutlich an einer schweren Gicht leidet.
- Anton Musa ist seit 1536 Pfarrer in Rochlitz, ein Amt, das er acht Jahre lang ausübt.
- Luis de Narváez steht seit den 1520er Jahren im Dienst von Francisco de los Cobos y Molina (1477–1547), Komtur von León und Sekretär von Kaiser Karl V.; er lebt mit großer Wahrscheinlichkeit in Valladolid mit seinem Dienstherrn bis zu dessen Tod 1547. Mit großer Wahrscheinlichkeit ist Narváez identisch mit Ludovicus Narbays, von dem je eine vier- und eine fünfstimmige Motette in zwei Motettenbüchern enthalten sind, die der französische Drucker Jacques Moderne († 1561 in Lyon) in den Jahren 1539 und 1542 herausgegeben hat.
- Girolamo Parabosco ist seit Ende des Jahres 1541 ein Schüler von Adrian Willaert.
- Francesco Patavino ist in Treviso als Kapellmeister tätig.
- Nicolas Payen wirkt seit 1540 in der Hofkapelle von Kaiser Karl V. als clerc d’oratoire und chapelain des hautes messes.
- Matteo Rampollini steht in den Diensten der Medici in Florenz.
- Cipriano de Rore hält sich von 1542 bis 1545 sehr wahrscheinlich in Brescia auf und überwacht bei gelegentlichen Reisen nach Venedig dort vielleicht den Druck seiner Madrigal- und Motettenbücher. In der gleichen Zeit entstehen einige Huldigungs-Kompositionen an geistliche und weltliche prominente Personen, von denen sich der Komponist vielleicht eine Anstellung erwartet.

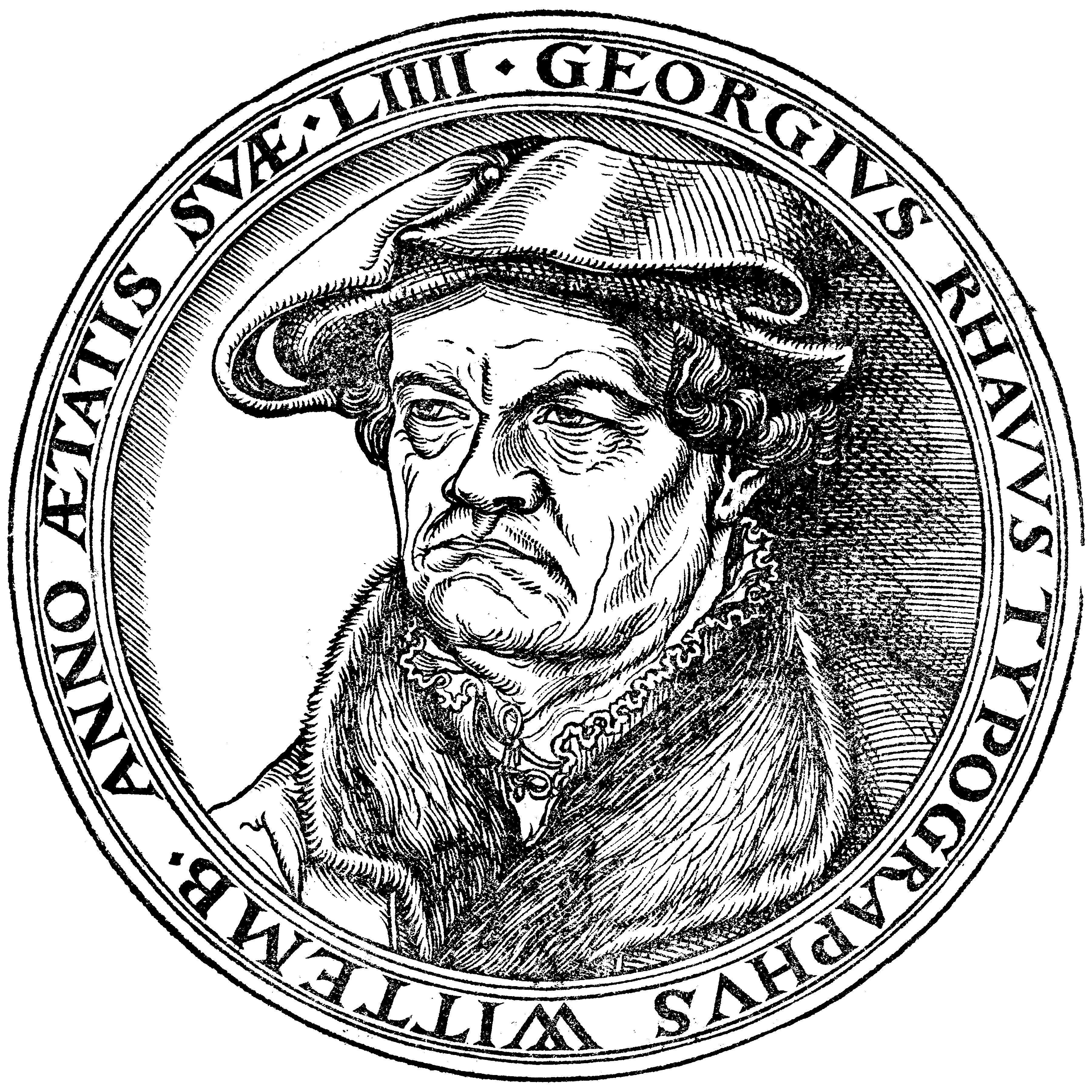
Georg Rhau auf einem Lucas Cranach dem Älteren zugeschriebenen Porträt (um 1542)

- Georg Rhau, der sich Ende 1522 in Wittenberg als Drucker niedergelassen hat, betreibt bis zu seinem Tode hier eine Buchdruckerei. Die Musikdrucke Georg Rhaus sind das bedeutendste Zeugnis für die musikalischen Anschauungen und Absichten des Kreises um Martin Luther.
- Nikolaus Selnecker wird 1542 Organist an der Nürnberger Burgkapelle.
- Claudin de Sermisy ist Mitglied der Hofkapelle von König Franz I. von Frankreich. Ab dem Jahr 1533 ist der Komponist als sous-maître über alle Musiker der königlichen Kapelle tätig; die administrative Leitung hat Kardinal François de Tournon, ein enger Vertrauter des Königs. Als sous-maître leitet de Sermisy die Aufführungen der etwa 40 erwachsenen Sänger und sechs Chorknaben, welche die königliche Kapelle während der 1530er und 1540er Jahre besitzt; darüber hinaus ist er für das Wohl der Knaben verantwortlich und hat die Aufsicht über die liturgischen und musikalischen Bücher der Kapelle. Er übt dieses Amt bis etwa 1553 aus.
- Tielman Susato ist seit 1531 Mitglied der Antwerpener Stadtmusikanten; er spielt die Instrumente Flöte, Blockflöte, Krummhorn, Feldtrompete und Posaune und hat vielleicht auch die abendlichen Andachten der Bruderschaft begleitet. Die im Jahr 1541 begonnene geschäftliche Zusammenarbeit Susatos mit den Druckern Hendrik ter Bruggen und Willem van Vissenaken endet 1542 durch Auszahlung des Geschäftsanteils für den ersteren, und Vissenaken verliert 1544 seinen Geschäftsanteil in einem gerichtlichen Prozess an Susato.
- Johann Walter und seine Torgauer Stadtkantorei dürfen 1542 anlässlich einer großen Fürstenhochzeit beim Gottesdienst mitwirken.
- Matthias Hermann Werrecore bekommt am 6. Juli 1542 vom Domkapitel in Mailand eine Gehaltserhöhung als Belohnung für seine guten Dienste.
- Adrian Willaert ist seit dem 12. Dezember 1527 Domkapellmeister zu San Marco in Venedig. Der Komponist behält dieses Amt 35 Jahre lang bis zu seinem Tod; erst durch sein Wirken bekommt diese Stelle ihre in ganz Europa herausragende Bedeutung. Willaert ist der Nachfolger von Petrus de Fossis († vor dem 7. Juli 1526). Er unterrichtet auch die Knabenstimmen, eine Aufgabe, von der er 1542 entbunden wird, nachdem hierfür ein Gesangslehrer eingestellt wurde. Im Jahr 1542 unternimmt der Komponist wegen familiärer Angelegenheiten eine Reisen in seine flandrische Heimat.

## Instrumentalmusik

### Für Violine
- Silvestro Ganassi – Regola Rubertina: Noten und Audiodateien im International Music Score Library Project

## Vokalmusik

### Geistlich
- Gasparo Alberti – Magnificat
- Martin Agricola – Ein Sangbuchlein aller Sontags Evangelien, Magdeburg
- Benedictus Appenzeller – O decus nostrum zu fünf Stimmen, Lyon
- Jacquet de Berchem – Factum est verbum zu sechs Stimmen, Venedig
- Pierre Certon – 2. Buch der Motetten, Paris
- Georg Forster
  - Magnificat quinti toni zu drei Stimmen, Wittenberg
  - Tomus tertius psalmorum selectorum quatuor et quinque, et quidam pluricum vocum, Nürnberg (40 Psalm-Motetten zu vier und mehr Stimmen)
- Nicolas Gombert
  - Missa Media vita zu fünf Stimmen
  - Missa Sur tous regretz zu fünf Stimmen (vielleicht zur Krönung Karls V. zum Kaiser am 24. Februar 1530 in der Kirche San Petronio zu Bologna, im Druck 1542 mit dem Titel A la Incoronation)
  - Missa Philomena praevia zu fünf Stimmen
- Cristóbal de Morales
  - Motette Jubilate Deo omnis terra: Noten und Audiodateien im International Music Score Library Project
  - Messe Missa Ave Maria: Noten und Audiodateien im International Music Score Library Project
  - Messe Missa Vulnerasti cor meum: Noten und Audiodateien im International Music Score Library Project
  - 6 Missae cum quinque vocibus: Noten und Audiodateien im International Music Score Library Project
    1. Jachet de Mantua: Missa Si bona suscepimus
    2. Nicolas Gombert: Missa De media vita
    3. Nicolas Gombert: Missa A la Incoronation
    4. Nicolas Gombert: Missa De Filumena
    5. Jachet de Mantua: Missa ltro non e il mio amor
    6. Jachet de Mantua: Missa Deus misereatur nostri
- Jean Lecocq – Motette Domine da nobis auxilium zu vier Stimmen
- Johannes Lupi – Chori Sacrae Virginis Mariae (veröffentlicht im Verlagshaus Attaingnant & Jullet)
- Luis de Narváez – Motette O salutaris hostia in Quintus Liber Motettorum, Lyon
- Georg Rhau (Hrsg.)
  - Sacrorum hymnorum, Buch 1: Noten und Audiodateien im International Music Score Library Project
  - Tricinia: Noten und Audiodateien im International Music Score Library Project
- Girolamo Scotto (Hrsg.)
  - Hymnorum musica: Noten und Audiodateien im International Music Score Library Project
  - Magnificat cum 4 vocibus, Liber 1: Noten und Audiodateien im International Music Score Library Project
    - Cristóbal de Morales: Magnificat Primi Toni
    - Cristóbal de Morales: Magnificat Secundi Toni
    - Jachet de Mantua: Magnificat Tertii Toni
    - Cristóbal de Morales: Magnificat Quarti Toni
    - Jean Richafort: Magnificat Quinti Toni
    - Cristóbal de Morales: Magnificat Sexti Toni
    - Cristóbal de Morales: Magnificat Septimi Toni
    - Tudual: Magnificat Octavi Toni
    - Jachet de Mantua: Magnificat Octavi Toni
    - Loyset Piéton: Magnificat Quarti Toni
    - Anonymous: Magnificat Primi Toni
- Claudin de Sermisy – Nova & prima motettorum, Liber 1: Noten und Audiodateien im International Music Score Library Project
  - O Maria stans sub cruce zu sechs Stimme
  - Regina cæli lætare zu fünf Stimmen
  - Quis est iste qui progreditur zu fünf Stimmen
  - Quare fremuerunt gentes zu fünf Stimme
  - Verba mea zu vier Stimmen
  - Miserere mei, Domine zu vier Stimmen
  - Cantate Domino zu vier Stimmen
  - Domine Deus omnipotens zu vier Stimmen
  - Misericordias Domini zu vier Stimmen
  - Regi sæculorum zu vier Stimmen
  - Nos qui vivimus zu vier Stimmen
  - Partus et integritas zu vier Stimmen
  - Astiterunt reges zu vier Stimmen
  - Audite reges zu vier Stimmen
  - Gyrum cæli zu vier Stimmen
  - Aspice Domine zu vier Stimmen
  - Noe. Quem vidistis zu vier Stimmen
  - Alleluia. Angelus Domini zu vier Stimmen
  - Veni, sancte spiritus zu vier Stimmen
  - Gaudent in cælis zu vier Stimmen
  - Michael archangele zu vier Stimmen
  - Congratulamini mihi omnes zu vier Stimmen
  - Ave Sanctissima Maria zu drei Stimmen
  - Regi sæculorum zu drei Stimmen
  - Spes mea ab uberibus zu drei Stimmen
  - Euntes ibant et flebant zu drei Stimmen
  - Da pacem Domine zu drei Stimmen
  - Benedictum sit zu drei Stimmen
- Tielman Susato – Fili quid fecisti zu vier Stimmen
- Pierre de Villiers – Motette Sancte Stephane, ora pro nobis: Noten und Audiodateien im International Music Score Library Project

### Weltlich
- Benedictus Appenzeller – 23 Chansons zu vier Stimmen in Des Chansons a quattre parties, composez par M. Benedictus: M. de la Chapelle de Madame la Regente, Douagiere de Honguerie etc. […], Antwerpen
- Jacob Arcadelt
  - Madrigali a 3 voci, Libro 1: Noten und Audiodateien im International Music Score Library Project
  - Madrigal Quel si grave dolore: Noten und Audiodateien im International Music Score Library Project
  - Madrigal Voi mi poneste in foco: Noten und Audiodateien im International Music Score Library Project
- Pierre Attaingnant (Hrsg.) – 28 Chansons nouvelles, Livre 11: Noten und Audiodateien im International Music Score Library Project
- Jacotin Le Bel – Viens tost despiteux desconfort zu 4 Stimmen (teilweise Jacotin Le Bel, teilweise Claudin de Sermisy, teilweise Benedictus Appenzeller zugeschrieben, teilweise als anonym deklariert; wahrscheinlich von Benedictus Appenzeller, aus Des Chansons a quattre parties, Antwerpen 1542).
- Jacquet de Berchem – Madrigal Qual iniqua mia sorte: Noten und Audiodateien im International Music Score Library Project
- Jakob Buus – Questi soavi fiori zu vier Stimmen im Sammeldruck Il primo libro d’i madrigali de diversi excellentissimi autori a misura di breve, Venedig
- Alfonso Dalla Viola – Madrigal Ingiustissimo Amor, perche sì raro: Noten und Audiodateien im International Music Score Library Project
- Domenico Ferrabosco – 1. Buch der Madrigale; darin:
  - Madrigal Io mi son giovinetta: Noten und Audiodateien im International Music Score Library Project
- Hubert Naich – Madrigal Vezzosi fioret: Noten und Audiodateien im International Music Score Library Project
- Cipriano de Rore – I madrigali, Venedig 1542 bzw. Il primo libro de madregali cromatici, Venedig 1544, mit zahlreichen Neuauflagen
- D'Oude Schuere – Chanson De tous biens plaine: Noten und Audiodateien im International Music Score Library Project
- Girolamo Scotto (Hrsg.) – Madrigali a quatro voce, Libro 1: Noten und Audiodateien im International Music Score Library Project

## Musiktheoretische Schriften
- Silvestro Ganassi – Reloga Rubertina, Venedig

## Geboren

### Geburtsdatum gesichert
- 27. Januar: Gioseffo Guami, italienischer Organist und Komponist († um 1611)
- 01. November: Tarquinia Molza, italienische Musikerin und Dichterin († 1617)

### Genaues Geburtsdatum unbekannt
- Andreas Crappius, deutscher Kirchenliedkomponist († 1623)
- Jakob Meiland, deutscher Komponist († 1577)

### Geboren um 1542
- Andreas Pevernage, franko-flämischer Komponist und Kapellmeister († 1591)
- Jakob Regnart, franko-flämischer Komponist, Sänger und Kapellmeister († 1599)

## Gestorben

### Todesdatum gesichert
- 26. Mai: Jörg Graff, deutscher Poet und Bänkelsänger (* um 1480)
- Juli/August: Hans Kugelmann, deutscher Komponist und Hoftrompeter (* um 1495)

### Gestorben um 1542
- Lodovico Fogliano, italienischer Musiktheoretiker, Komponist, Sänger und Humanist (* Datum unbekannt, etwa zwischen 1470 und 1480)

### Gestorben nach 1542
- Hans Dinckel, deutscher Orgelbauer und Organist (* um 1475–1480)
- Silvestro Ganassi, italienischer Gamben- und Blockflötenspieler (* 1492)